# Wilhelm Malchin
Johannes Heinrich Wilhelm Malchin (* 5. Juli 1874 in Eldena, Kreis Greifswald; † 1942 in Berlin) war ein deutscher Landschafts- und Marinemaler.

## Leben
Wilhelm Malchin war ein Sohn des Gymnasiallehrers Eduard Malchin († 1930 in Berlin) und dessen Ehefrau Anna Luise Amalie, geb. Oeberg (* 1848 in Dorpat; †  1912 in Berlin). Am 15. September 1874 wurde er in Rheinsberg getauft. Er verbrachte seine Kindheit bis 1879 und erneut von 1884 bis 1890 in Sankt Petersburg, wo der Vater seit 1871 Deutsch und Alte Sprachen am Karl May Gymnasium unterrichtete. 1879 bis 1882 wohnte die Familie in Dorpat, der Vater lehrte dort am Evangelisch-Lutherischen Gymnasium. Da per Dekret ab 1890 an den Schulen der Unterricht nicht mehr auf Deutsch abgehalten werden durfte, verließ die Familie Russland und wurde in Berlin sesshaft, der Vater wirkte als Dozent an der Militärtechnischen Akademie und der Technischen Hochschule.
Über die Ausbildung Wilhelm Malchins gibt es derzeit keine Quellen. 1902 unternahm er gemeinsam mit dem Marinemaler Karl Schön  auf einem Schiff der Hamburg-Amerika-Linie eine Seereise, die sie von Hamburg über Antwerpen nach Veracruz in Mexiko führte. Da beide in den Passagierlisten als Marinemaler geführt wurden und Karl Schön ein Schüler Carl Saltzmanns war, liegt es nahe, dass auch Malchin bei Saltzmann studierte. Ob die Reise mit Illustrationsaufträgen der Reederei verbunden war, kann vermutet werden. Ab 1906 findet man ihn in Berlin unter wechselnden Adressen als Marine- und Landschaftsmaler, so etwa 1906 in der Großbeerenstraße 56b, ab 1920 in Charlottenburg, Fredericiastraße 31 – hier warb er zudem für ein „Atelier für Innenschmuck“ – und ab 1934 in der Charlottenburger Philippistraße 11.
Malchin wurde als Marinemaler bekannt durch seine detailgetreuen Darstellungen der Schiffe der kaiserlichen Kriegsflotte, die er etwa gemeinsam mit Willy Stöwer und Fritz Erler für Zigarettenbilderalben oder für die Ausgestaltung von Büchern und Mappenwerken lieferte. 1914 bewarb er sich beim Reichsmarineamt um eine Einschiffung auf ein Kriegsschiff mit der Begründung „10 Jahre werbend für unsere Flotte gewirkt“ zu haben. Die Bewerbung wurde vom Nachrichtenbureau des RMA negativ beschieden, so wie es auch Willy Stöver oder Hans Bohrdt erging.

„Seine Entwürfe zeigen ihn als geschickten Aquarellisten, der mit Wasser- und Deckfarben umzugehen verstand und sehr hübsche Seelandschaften, die Physiognomien der Besatzungen und Passagiere der großen Schiffe, aber auch das ganze Repertoire der Schiffe von den kleinsten Booten bis hin zu den stolzesten Fregatten darzustellen wusste.“

Wilhelm Malchin heiratete am 18. Dezember 1907 in Berlin Alice Cecilie Lydia Gesz von Indulfy (1882–1919), Tochter des „Besitzers eines orthopädischen Instituts“ Maximilian Gesz von Indulfy. Nach deren frühem Tod heiratete er 1921 in zweiter Ehe die Buchhalterin Anna Elisabeth Felgentreff (1891–1953).

## Werke (Auswahl)
Illustrationen

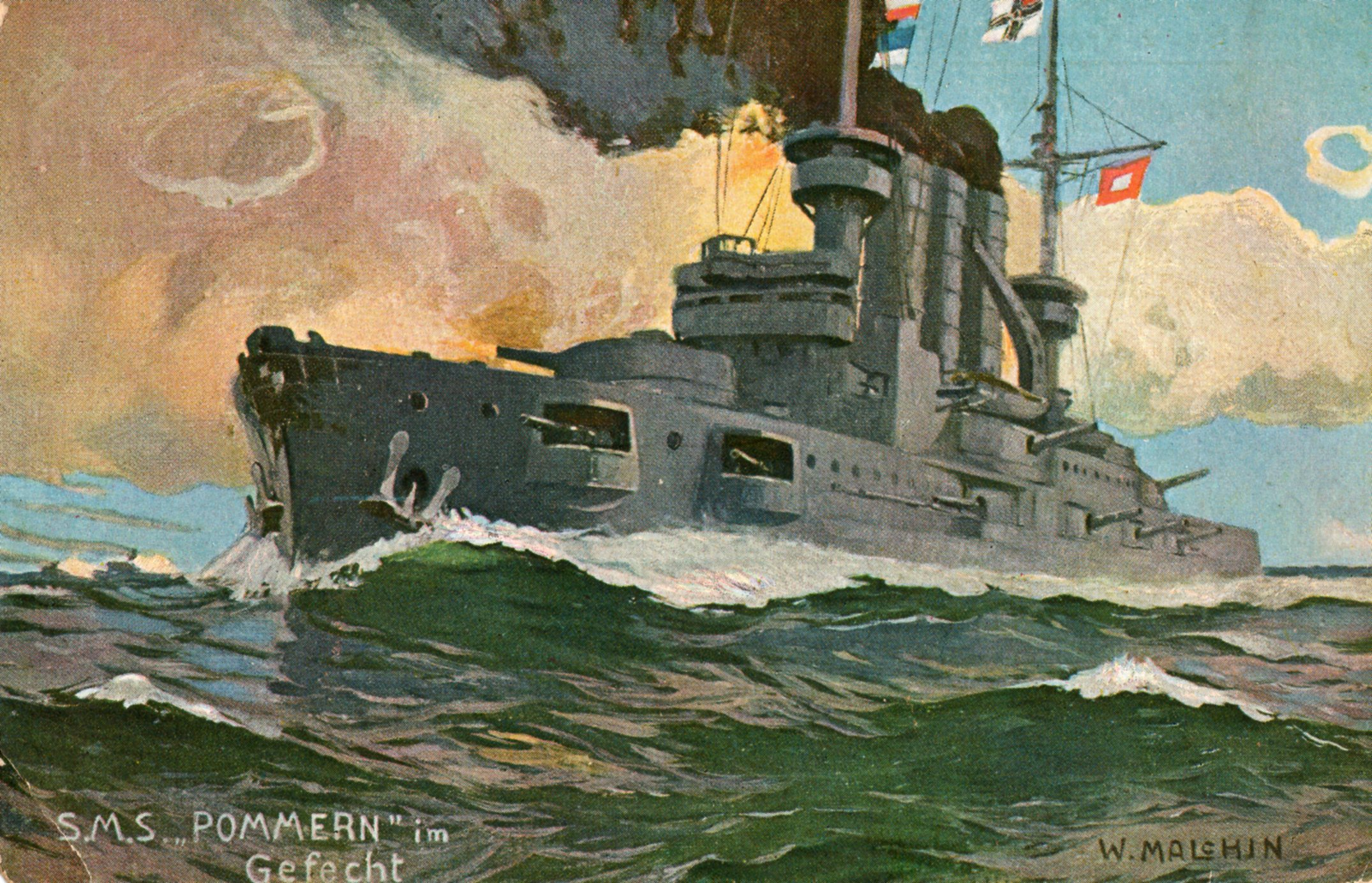
Linienschiff S.M.S. „Pommern“ im Gefecht

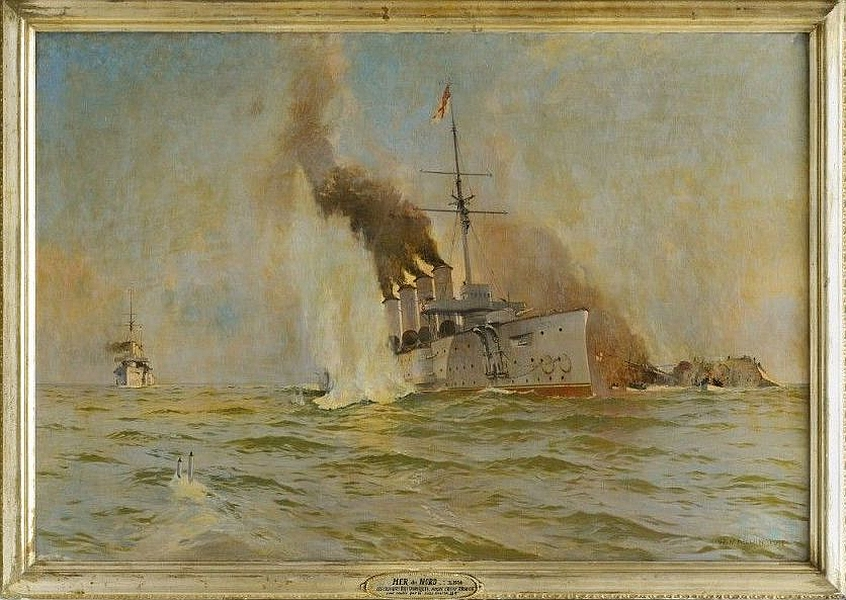
Nordsee, Seegefecht am 22. September 1914

- Deutschland zur See. Neubearbeitet nach dem Stande von Herbst 1912. Kurzer Überblick über die Entwicklung und den heutigen Stand der deutschen Kriegsflotte. In Wort und Bild dargestellt unter Mitwirkung namhafter Fachleute und hervorragender Künstler von Bernhard Teutsch-Lerchenfeld. Wiest, Leipzig 1913. DNB 560970196
- Armand von Ardenne (Mitautor): Der Krieg 1914/19 in Wort und Bild. 3 Bände, Deutsches Verlagshaus Bong & Co., Berlin, Leipzig, Wien 1919.
- Seefahrt tut not. Die Entwicklung der deutschen Seeschiffahrt von der Frühzeit bis 1871. Geschichtswerk der Zigarettenfabrik Dressler K. G. Dresden, 1926, (als Bildbeilagen der „Emden-Zigarette“), [180 Bilder von W. Malchin und P. Pietsch. Text von Eberhard von Mantey].[2] DNB 368203883
- Hans-Caspar von Zobeltitz: Die Quadriga im Weltkriege. Was vier junge Deutsche 1914–1918 erlebten. Band 2: Werner Holten, der Seemann. Perthes, Stuttgart 1927, [Mit 48 Bildern und einem farbigen Titelbild von Wilhelm Malchin]. DNB 368752933
- Fritz Wuessing, Gustav Wenz (Hrsg.): Im Weltkrieg. (= Deutscher Hort, Heft 77), Quelle & Meyer, Leipzig 1927. [Mit Frontispiz und zwei Kunsttafeln von W. Malchin und Fritz Erler]. DNB 366234773

Gemälde
- Linienschiff S.M.S. „Pommern“ im Gefecht. um 1914
- Seekampf an der Küste von Südamerika. 1914, Öl auf Malpappe, 23 × 32 cm, Kieler Stadt- und Schifffahrtsmuseum – Warleberger Hof[12]
- Nordsee, 22. IX. 1914, britische Kreuzer Hogue, Cressy, Aboukir werden vom U-Boot U 9 versenkt. 1917, Öl auf Leinwand, 122 × 178 cm

Wilhelm Malchins Werke werden vielfach dem fast namensgleichen Landschaftsmaler Carl Wilhelm Christian Malchin (1838–1923) zugeschrieben. Obwohl die Zuordnung anhand der unterschiedlichen Signaturen und auch der Lebensdaten (bei nach 1923 entstandenen Werken) leicht wäre, geschieht dies selbst in Auktionshäusern, Museen oder Bibliotheken (einschließlich des GBV).